# Carport

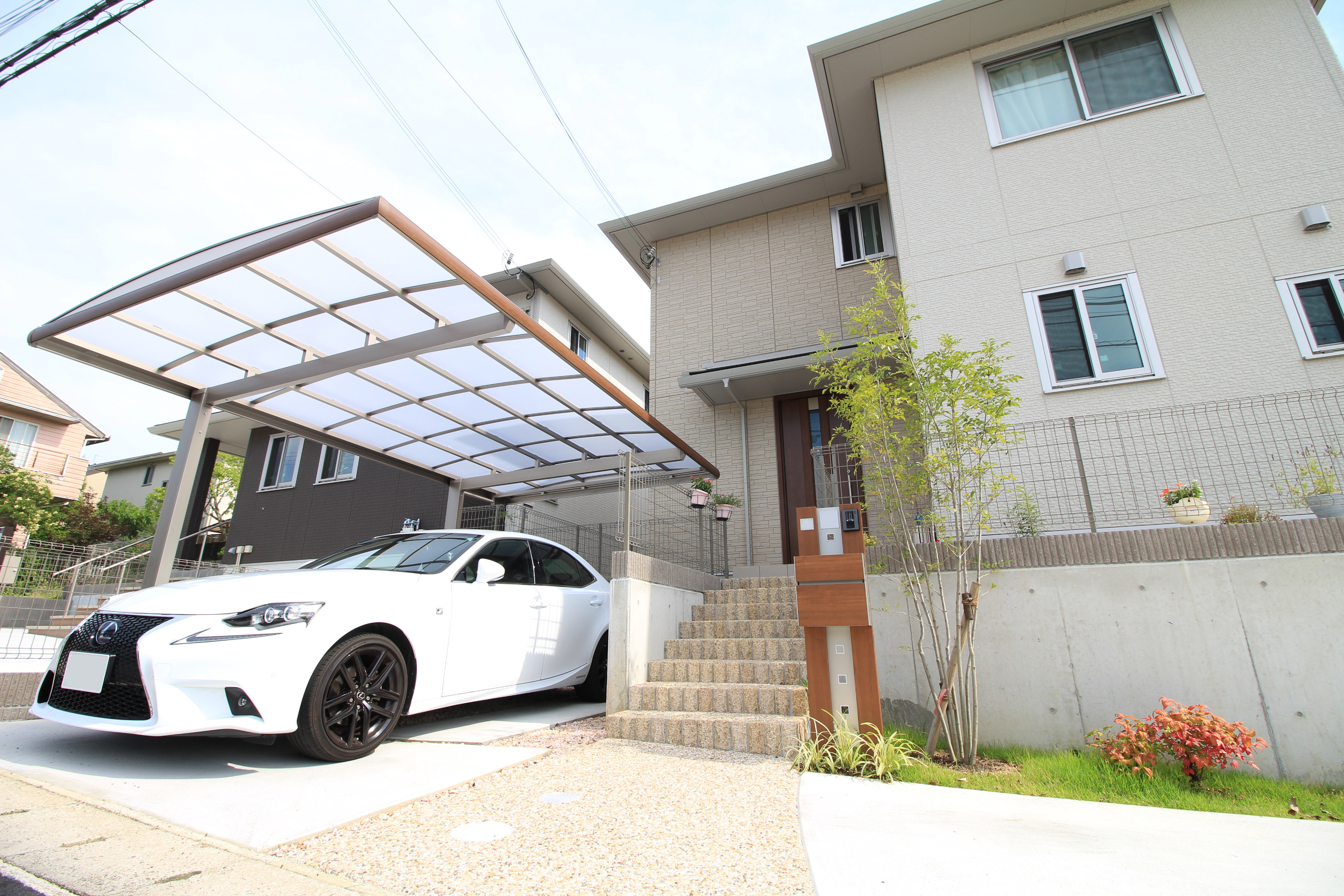
Carport (Japon)

Le carport, abri voiture ou charretterie, est un abri couvert, situé à côté d'une maison et généralement ouvert sur les côtés. La structure de la toiture est dimensionnée pour accueillir un ou plusieurs  véhicules. Cette alternative au garage classique permet de protéger les véhicules en stationnement des intempéries et des aléas de l'environnement. Des carports commerciaux protègent les emplacements des pompes de stations-service, les parkings de certains supermarchés, ainsi que ceux réservés aux drives.

## Étymologie et conception

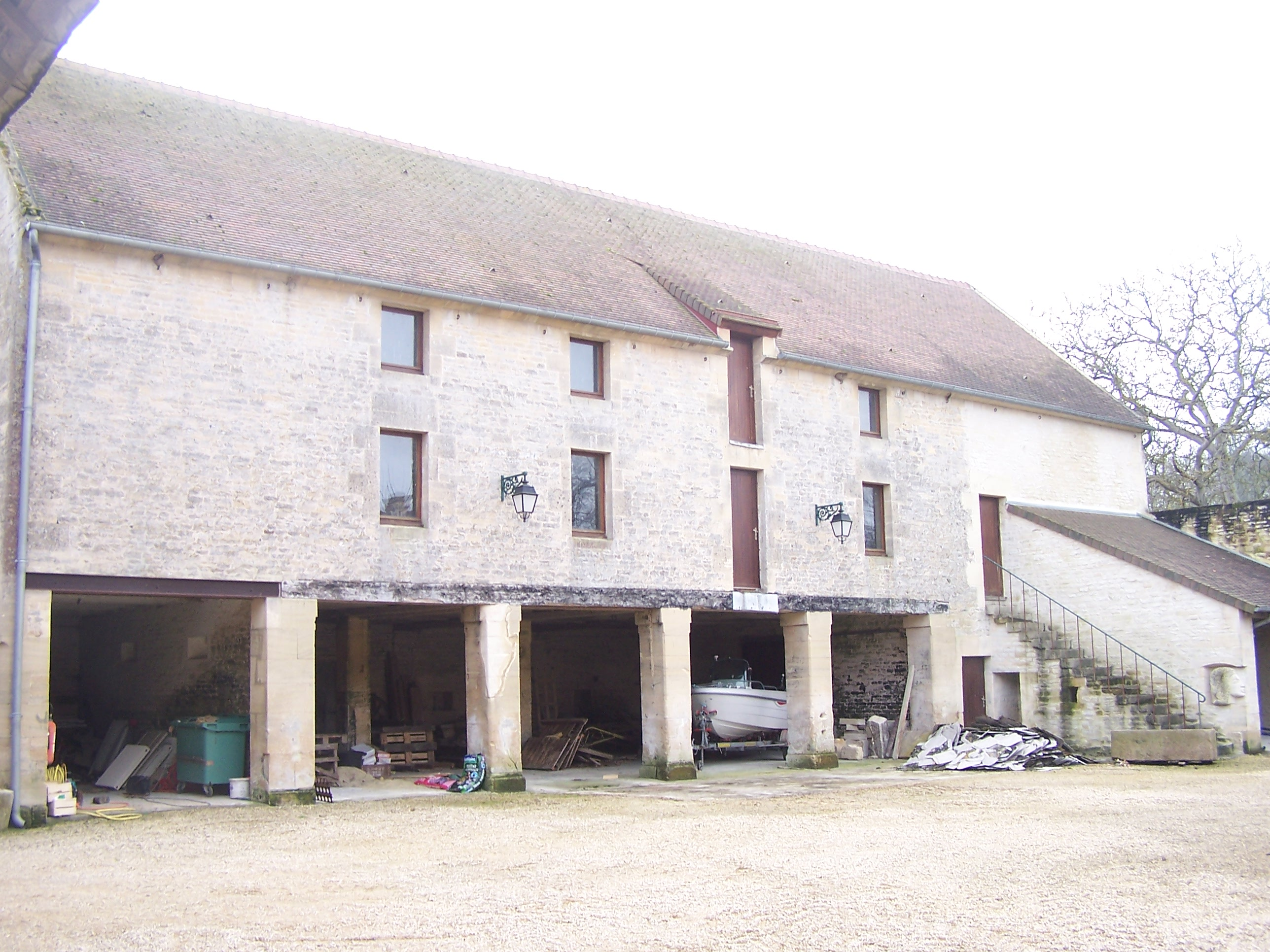
Charretterie de ferme

Le mot carport d'origine anglaise, est composé de car (voiture) et port qui renvoie à la notion de zone d'arrêt et de chargement /déchargement abritée.
Une charretterie  ou carterie est un lieu couvert sous lequel on pouvait garer des charrettes (aujourd'hui des véhicules).
Pour présenter des carports, le terme pergola est employé abusivement  dans les locutions pergola / carport, pergola / abri de voiture... par certains sites commerciaux.
Le carport se caractérise par l'absence de murs, ce qui laisse l'espace occupé assez ventilé. Il est, soit adossé à la maison principale (proche d'un appentis), soit monté de façon indépendante. La couverture repose sur des poteaux ; elle  est le plus souvent en aluminium, polycarbonate, bois ou identique au reste de la maison.

### Options

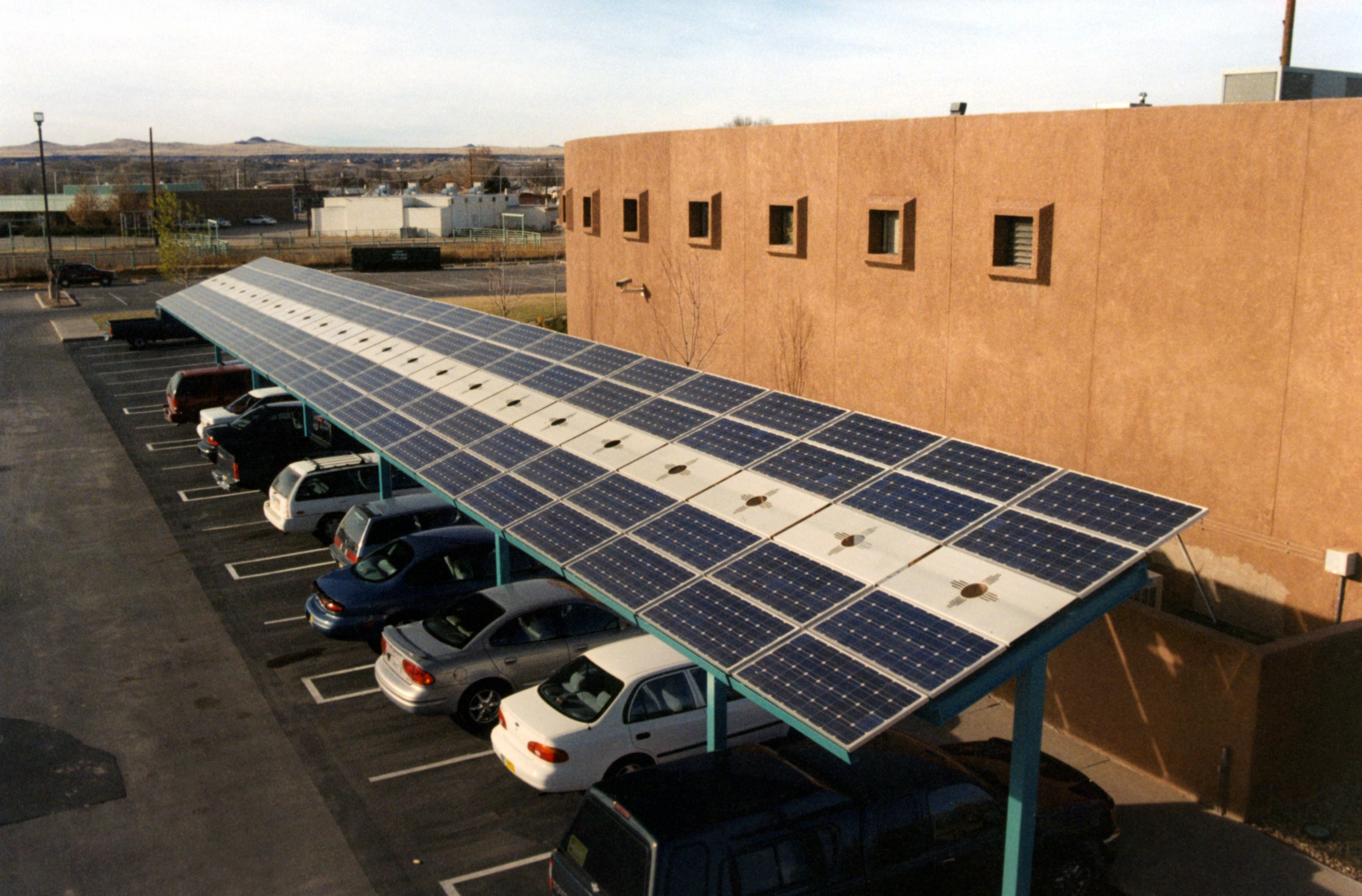
Carport solaire, 23 MWh, Nouveau-Mexique (États-Unis)

Le carport peut être simple ou double selon qu'il accueille un ou deux véhicules, adapté pour les camping-cars, ou complété par un débarras.
Des modèles à panneaux solaires photovoltaïques sont aussi développés. Ils sont d'ailleurs principalement utilisé sous l'appellation ombrière photovoltaïques. L'article 40 de la loi ApER les a rendu obligatoires pour les parkings de plus de 1 500 m2 sur au moins 50% de la superficie.

## Fonctions
Le carport protège le véhicule des outrages de l'hiver (protection contre le givre ou les fortes chutes de neige), des chutes de grêle printanières, de l'humidité car l'espace est toujours ventilé, mais aussi de l'échauffement estival, faute de quoi il faut aérer le véhicule après une longue exposition au soleil.
Le carport protège des chutes de branches lors d'épisodes venteux, des salissures ou souillures (déjections d'oiseaux, jus contenu dans les fruits sucrés).

### Différence avec le garage
La conception est légère, comparativement à un garage ; elle permet d'être monté par un bricoleur aguerri.
Le carport peut libérer un espace intérieur autrefois dévolu au garage, pour l'aménager en atelier, bureau ou chambre.